# Канцлер юстиции (Эстония)
Канцлер юстиции  (эст. Eesti Vabariigi õiguskantsler) — является независимым должностным лицом в Эстонской Республике, на которого возложена функция надзора за конституционностью и законностью нормативно-правовых актов, издаваемых органами законодательной и исполнительной власти, а также местных самоуправлений. Параллельно с этим канцлер юстиции выполняет функции омбудсмена и следит за тем, чтобы основные права и свободы живущих в стране людей были защищены.

## Статус
Канцлер юстиции не входит в систему законодательной, исполнительной или судебной власти, а представляет собой отдельный независимый конституционный орган. Канцлер юстиции не может участвовать в деятельности партий, занимать одновременно какую-либо иную государственную, муниципальную или общественно-правовую должность, входить в состав правлений, советов или надзорных органов коммерческих организаций, а также заниматься предпринимательством. Канцлер юстиции имеет право заниматься преподавательской или научной работой, но при условии, что это не мешает исполнению его основных должностных обязанностей.  Канцлер юстиции обладает особой юридической защитой и может быть привлечён к уголовной ответственности исключительно по представлению Президента Республики и с согласия Рийгикогу.

## Полномочия
Должность канцлера юстиции в Эстонии объединяет функции омбудсмена и надзора за конституционностью нормативно-правовых актов, что в мировой практике является уникальным.

### Надзор за соблюдениемконституциии законов
Каждый человек имеет право обратиться к канцлеру юстиции с просьбой о проведении контроля конституционности или законности какого-либо правового акта (процедура проверки может быть начата канцлером и по собственной инициативе без заявлений кого-либо). Если канцлер юстиции находит, что какой-либо из нормативно-правовых актов, изданных органами законодательной или исполнительной власти, а также местных самоуправлений или общественно-правовых лиц, противоречит конституции или закону, он делает издавшему акт органу предписание привести в течение 20 дней свой акт в соответствие с нормами вышестоящих актов. Если по прошествии 20 дней предписание канцлера юстиции не будет исполнено, то канцлер подаёт в Государственный суд ходатайство о признании несоответствующего акта недействительным.

### Функцииомбудсмена
- канцлер юстиции следит за тем, чтобы учреждения и чиновники, выполняющие публичные задачи, не нарушали вытекающие из конституции права и свободы человека, законы и другие нормативно-правовые акты и соблюдали практику добропорядочного администрирования, чтобы человек, который содержится в закрытом учреждении, не подвергался унижающему, жестокому и бесчеловечному обращению, а также, чтобы права детей были защищены, чтобы законы, касающиеся детей, соответствовали конституции, а деятельность детских учреждений была законной
- канцлер юстиции является государственным превентивным органом в смысле статьи 3 факультативного протокола к Конвенции против пыток и других жестоких, бесчеловечных или унижающих достоинство видов обращения и наказания
- в соответствии с законом, канцлер юстиции разрешает споры между частно-правовыми лицами по вопросам дискриминации по признаку пола, расы, национальности, цвета кожи, языка, происхождения, вероисповедания или религиозного убеждения, политического или иного убеждения, а также имущественного и социального положения, возраста, физического или психического недостатка, сексуальной ориентации или по иному признаку, указанному в законе

### Прочие функции
- привлечение к уголовной ответственности члена Рийгикогу, члена Правительства Республики, Президента Республики, государственного контролёра, председателя или члена Государственного суда возможно исключительно по представлению канцлера юстиции (которое должно быть утверждено большинством конституционного состава Рийгикогу).
- канцлер юстиции делает председателю Европейского парламента представление о снятии парламентского иммунитета с избранного от Эстонии депутата
- канцлер юстиции вносит в Государственный суд представление о признании Президента Республики длительное время неспособным исполнять должностные обязанности
- канцлер юстиции осуществляет анализ поступающих к нему предложений по принятию и изменению законов, организации деятельности государственных органов и, в случае необходимости, делает об этом доклад депутатам Рийгикогу
- канцлер юстиции возбуждает дисциплинарное производство в отношении судей
- канцлер юстиции обязан отвечать на запросы депутатов Рийгикогу по вопросам его компетенции
- раз в год канцлер юстиции представляет Рийгикогу общий отчёт о своей деятельности
- канцлер юстиции имеет право принимать участие в заседаниях правительства и парламента с правом слова (закон обязывает заранее сообщать канцлеру юстиции повестку дня заседаний парламента и правительства вместе с проектами предлагаемых к рассмотрению актов)

## Порядок назначения на должность
Канцлер юстиции назначается на должность Рийгикогу по представлению Президента Республики на семилетний срок и может быть досрочно смещён с должности только по решению суда (в связи со стойкой неспособностью исполнять должностные функции или совершением преступления). Кандидатом на должность может быть только свободно владеющий государственным языком дееспособный гражданин Эстонии с высокими моральными качествами, который имеет высшее академическое образование в области юриспруденции и является опытным и признанным юристом. Перед назначением на должность кандидат должен пройти контроль на благонадёжность в Полиции безопасности.

### Должностная присяга
Канцлер юстиции при вступлении в должность приносит перед Рийгикогу следующую должностную присягу:

Клянусь хранить верность народу Эстонии, Эстонской Республике и её конституционному строю и беспристрастно исполнять, в согласии со своей совестью и в соответствии с конституцией Эстонской Республики и законом, все те обязанности, что возлагает на меня эта должность. Оригинальный текст (эст.)Tõotan jääda ustavaks Eesti rahvale, Eesti Vabariigile ja tema põhiseaduslikule korrale ning oma südametunnistuse järgi, kooskõlas Eesti Vabariigi põhiseaduse ja seadusega, täita erapooletult kõiki neid kohustusi, milleks amet mind kohustab.

## История
Должность канцлера юстиции существовала и в довоенной Эстонской Республике (учреждена в 1938 году). В довоенной республике канцлер юстиции не был независимым чиновником, а имел права юридического помощника Президента Республики в статусе министра. После принятия конституции 1992 года должность была восстановлена исходя из принципа правопреемственности.
Ранее должность канцлера юстиции занимали:
- Аллар Йыкс (эст. Alar Jõks): 2001 - 2008 года
- Ээрик-Юхан Труувяли (эст. Eerik-Juhan Truuväli): 1993 - 2000 года
- А́нтон Пальвадре (эст. Anton Palvadre): 1938 - 1940 года

После включения Эстонии в состав СССР летом 1940 года должность канцлера юстиции была упразднена, а занимавший её Антон Палвадре приговорён к смертной казни.

## Резиденция

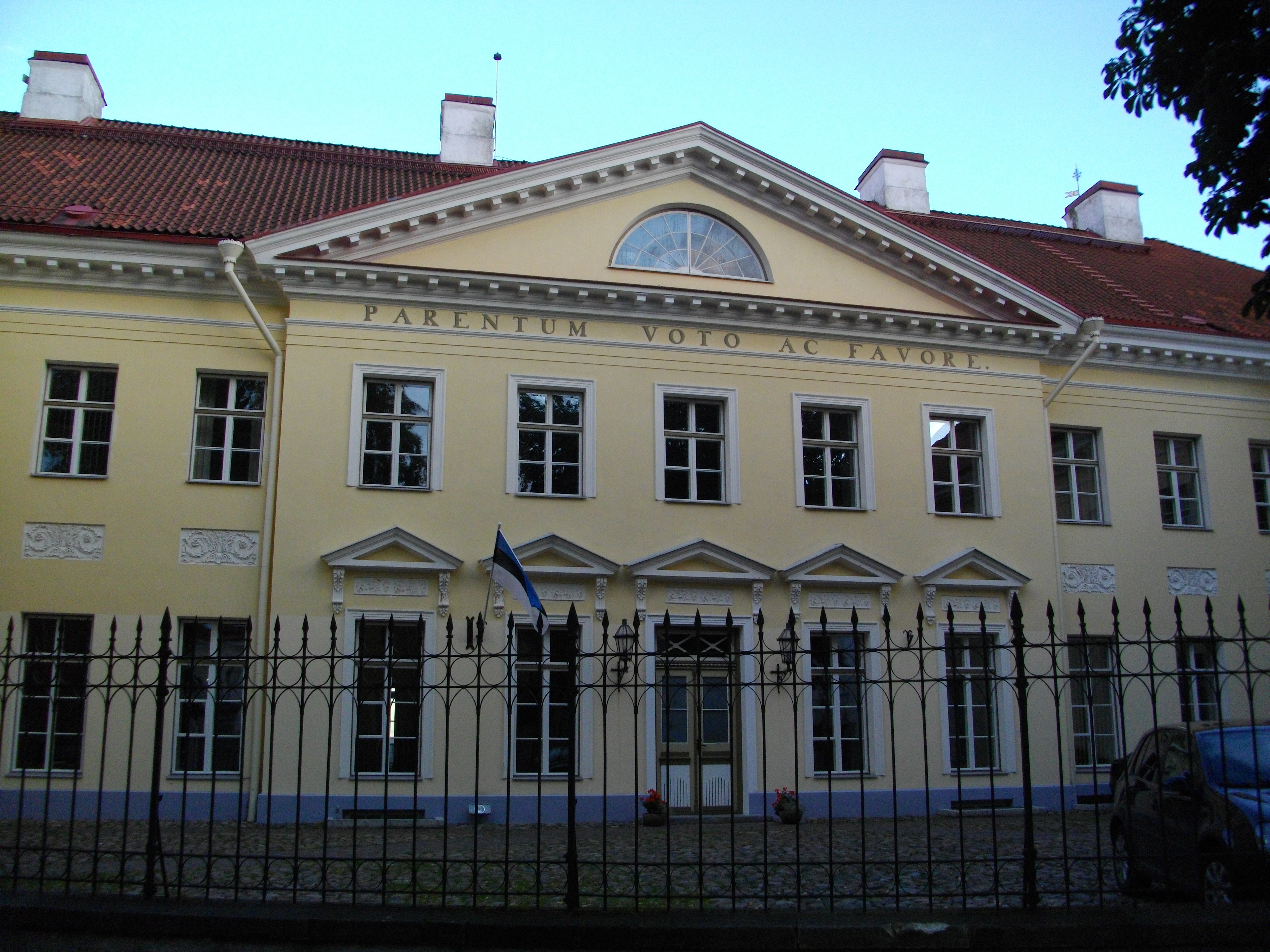
Резиденция канцлера юстиции

Канцелярия канцлера юстиции размещается в Старом городе Таллина на холме Тоомпеа в построенном в 1814 году здании в стиле ампир. На фасаде здания размещается надпись на латыни «Parentum voto ac favore», что в переводе означает «По желанию и при поддержке предков». Владельцами здания в разные времена были генерал-адъютант царя Александр фон Бенкендорф, Вера фон Стенбок, баронесса Натали фон Уэкскюль. Начиная с 1920 года в здании располагались различные министерства, из них дольше всего министерство финансов.